# أساطير إستونية

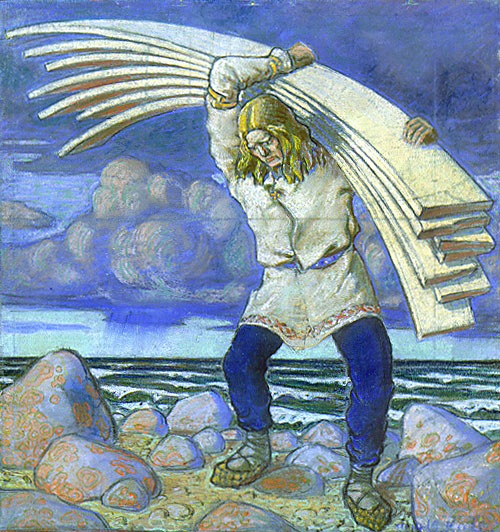
أوكاليس-كاليفيبويغ

الأساطير الإستونية (بالإنجليزية: Estonian mythology)‏ تتكون من مزيج معقدٍ من الأساطير، جُمِعَت أجزاؤها من الفولكلور والأدبيات الإستونية. ومن أهمِّ المصادر التي تضمنت معلومات عن هذه الأساطير الماقبل مسيحية والماقبل العصور الوسطى هي المدونات التأريخية وتدوينات الرحالة، وأيضًا، المدونات الكنسية. وقد بدأ التصنيف المنهجي لهذه المدونات التي تضم الفولكلور الإستوني في القرن التاسع عشر. تَشمل، آلهة ما قبل المسيحية الإستونية، إله السماء المعروف باسم جومال («رجل السماء القديم») الإستوني، وهو يتشابه مع الرب الفنلندي جومالا، ومع الرب جوما (السماوي، العظيم) في أساطير ماري.

## في التدوينات القديمة
بحسب ما سجله هنري ليفونيا في عام 1222، قام الإستونيون بإخراج قتلى العدو من قبورهم وحرقهم. ويصف هنري ليفونيا، أيضًا، في سجله أسطورة إستونية نشأت في فيروما في شمال إستونيا - عن جبل وغابة ولد فيها إله يدعى ثارابيتا، عبده الساريميون.